# Минерал Хилс (Мичиген)
Минерал Хилс (енгл. Mineral Hills) град је у америчкој савезној држави Мичиген.

## Демографија
По попису из 2000. године број становника је 214.
| Група             | 2000.       | 2010.    |
| Белци             | 207 (96,7%) | 0 (0,0%) |
| Афроамериканци    | 0 (0,0%)    | 0 (0,0%) |
| Азијати           | 0 (0,0%)    | 0 (0,0%) |
| Хиспаноамериканци | 1 (0,5%)    | 0 (0,0%) |
| Укупно            | 214         | 0        |